# Charlesův zákon
Charlesův zákon je termodynamický vztah pro izochorický děj probíhající v ideálním plynu.

## Znění zákona
Při izochorickém ději v ideálním plynu o stálé hmotnosti je termodynamická teplota tohoto plynu přímo úměrná jeho tlaku, neboli také při izochorickém ději v ideálním plynu o stálé hmotnosti je podíl tlaku a termodynamické teploty stálý.

## Rovnice
Charlesův zákon lze vyjádřit rovnicí
{\displaystyle {\frac {p}{T}}={\mbox{konst}}},
kde {\displaystyle p} je tlak plynu a {\displaystyle T} je jeho termodynamická teplota.

## Historická poznámka
Teplotní rozpínavost vzduchu určil francouzský fyzik Jacques Alexandre César Charles už v roce 1787 nezávisle na Gay-Lussacovi a Daltonovi, avšak veřejnost se o jeho výsledcích dozvěděla až na základě Gay-Lussacova článku, proto bývá tento zákon někdy také označován jako Gay-Lussacův izochorický zákon.